# Robin (chanteur)
Pour les articles homonymes, voir Robin.
Robin Packalen, plus connu sous son nom de scène Robin, est un chanteur finlandais né le 24 août 1998 à Turku. Surnommé le « Justin Bieber de Finlande » par sa maison de disques, il a sorti cinq albums studio, Koodi, Chillaa, Boom Kah, 16 ainsi que Yhdessa ainsi que deux albums de remixes, Boombox et Lentoon avec la participation de Tommy Lingren. Les cinq derniers albums ont atteint la première position du classement musical finlandais des albums. Robin a participé à la télé-réalité Finlandaise Vain Elämää saison 6 en 2017 avec la participation de (Nikke Ankara, Laura Voutilainen, Irina, Robin, Petra, Olli Lindholm, Samu Haber)
Robin Packalen annonce pour ses 19 ans, le 24 août 2017, se mettre en retrait de la scène afin d'essayer de retourner à une vie « normale ». Le même jour, il sort le single "Me Tehtiin Tää" (Nous l'avons fait) en remerciement envers ses fans.  

## Discographie

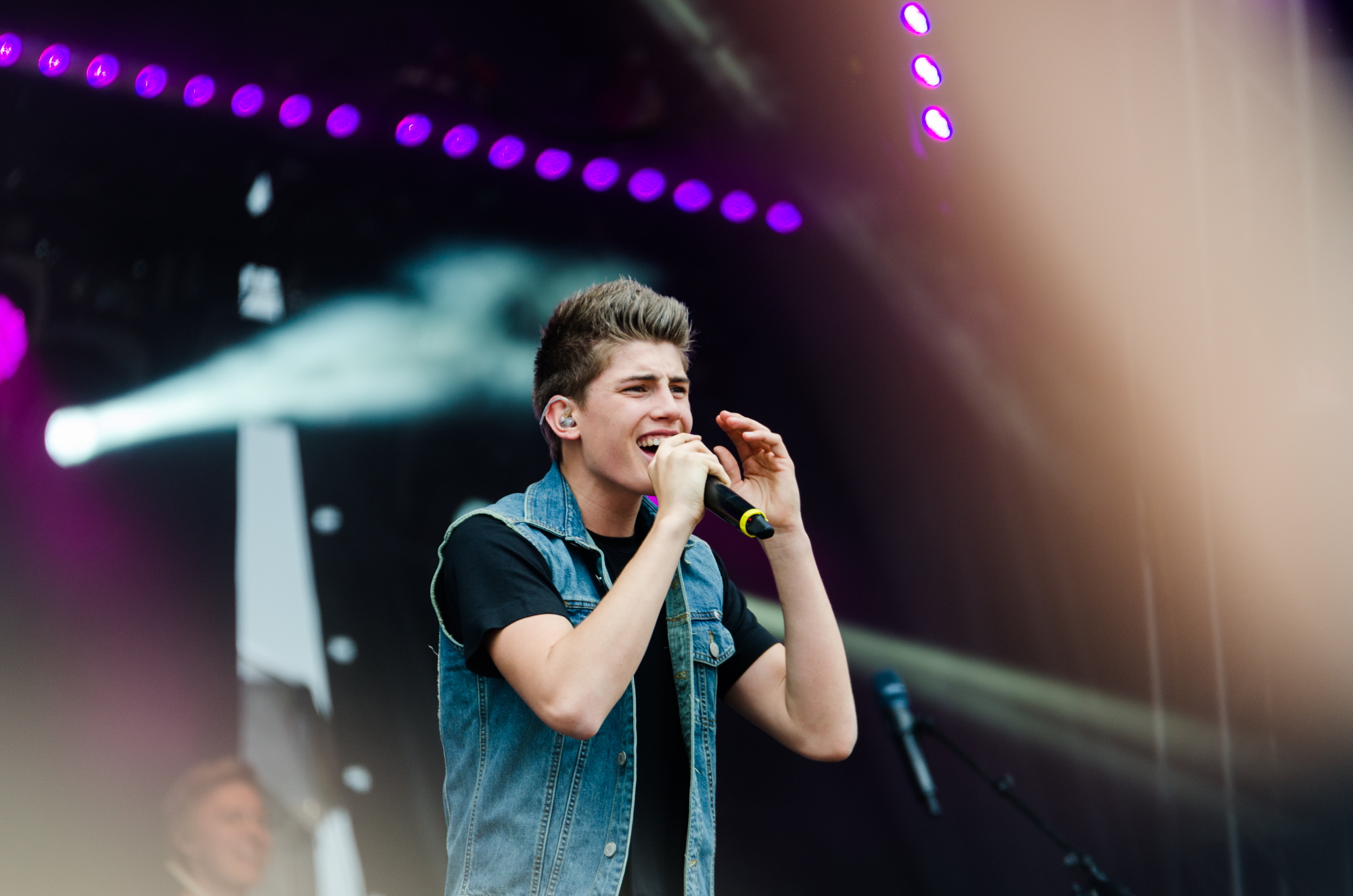
Robin en mai 2014

### Albums studio
- Koodi (2012)
- Chillaa (2012)
- Boom Kah (2013)
- 16 (2014)
- Yhdessa (2015)

### Single
- Me Tehtiin Tää (2017)
- En Mielestäin Sua Saa - Vain Elämää kausi 6 (2017)
- Hollywood Hills - Vain Elämää kausi 6 (2017)
- Spesiaali - Vain Elämää kausi 6 (2017)
- Kymmenen Kirosanaa - Vain Elämää kausi 6 (2017)
- Tuuleksi Taivaanrantan - Vain Elämää kausi 6 (2017)
- Rakkaus On Lumivalkoinen - Vain Elämää kausi 6 (2017)
- Hula Hula - feat. Nelli Matula (2017)
- Jotain Aito (2016)
- Aaaa - feat. Robin, Elastinen (2016)
- Milloin nään sut uudestaan? (2015)
- Yö kuuluu meille (2015)
- Kipinän hetki (2015)
- Sua varten (2015)
- Paperilennokki (2014)
- Parasta just nyt (2014)
- Kasärenkaat (2014)
- Tilttaamaan (2013)
- Onnellinen (2013)
- Erilaiset (2013)
- Boom Kah (2013)
- Haluan sun Palaavan (2013)
- Luupilla mun korvissa (2012)
- Puuttuva palanen (2012)
- Hiljainen tyttö (2012)
- Faija skitsoo (2012)
- Frontside Ollie (2012)

### Albums de remixes
- Boombox (2014)
- Lentoon - feat. Tommy Lingren (2017)